# Nemesia vittipes
Nemesia vittipes är en spindelart som beskrevs av Simon 1911. Nemesia vittipes ingår i släktet Nemesia och familjen Nemesiidae.
Artens utbredningsområde är Marocko. Inga underarter finns listade i Catalogue of Life.